# Sonic Rivals 2
Sonic Rivals 2 (укр. Сонік: Суперники 2) — відеогра серії Sonic the Hedgehog у жанрах платформерних перегонів, розроблена канадською компанією Backbone Entertainment і Sega Studio USA та видана Sega. Гра була випущена на портативну консоль PlayStation Portable 13 листопада 2007 року в США, 6 грудня — в Австралії і 7 грудня — в Європі; проте, подібно до першої частини, Sonic Rivals 2 не була випущена на території Японії. У СНД гра вийшла 12 грудня, а її дистрибуцією займалася російська компанія «1C-СофтКлаб»; проєкт не був локалізований для російськомовного аудиторії.
Sonic Rivals 2 є продовженням гри Sonic Rivals, що вийшла у 2006 році і так само як і минула частина, поєднує в собі елементи класичної серії епохи Mega Drive/Genesis і перегонів. У продовженні було збільшено кількість ігрових персонажів, доданий тип рівнів «Battle», де можуть позмагатися один з одним двоє суперників, введений режим «Free Play», де гравець може спокійно досліджувати рівень, присутня кооперативна гра в мультиплеєрі з використанням однієї копії гри та двох PSP, а також внесені деякі зміни в ігровий процес. Але головне завдання гравця не змінилося — як і раніше, необхідно пройти рівень, прийшовши до фінішу раніше свого суперника, керуючи одним з доступних персонажів: Сонік, Тейлз, Наклз, Руж, Шедоу, Метал Сонік, Сільвер або Еспіо.
Sonic Rivals 2 отримала неоднозначні оцінки від ігрової преси. Серед плюсів зазначається: повернення до основ серії, відчуття швидкості й непогана графіка, але понаднормова складність гри, сюжет і новий режим «Battle», були розкритиковані рецензентами. Не дивлячись на змішані відгуки, гра отримала статус «бестселера» і була перевидана під лінійками Greatest Hits в Північній Америці й в Європі. Згодом Sonic Rivals 2 увійшла до складу двох збірників — Sega Fun Pack: Sonic Rivals 2 & Sega Genesis Collection разом із Sega Genesis Collection, яка вийшла 24 березня 2009 року, і Double Rivals Attack Pack! разом з Sonic Rivals, яка вийшла у 2011 році.

## Ігровий процес

Етап «Frontier Canyon». У верхній частині екрана зліва-направо: лічильник кілець, лічильник часу і нова шкала, що показує скільки кілець гравець зібрав для активації спеціальної здатності; внизу екрана знаходиться шкала, що показує в якому відрізку рівня зараз знаходяться персонажі; в нижньому правому куті відображається поточна позиція персонажа, в лівому — підібраний бонус

У порівнянні з першою частиною ігровий процес Sonic Rivals 2 не піддався кардинальним змінам. Проєкт виконаний у тривимірній графіці з боковим сайд-скролингом. Ціль гри — персонаж повинен обігнати свого суперника й прийти до фінішу першим. Всього в Sonic Rivals 2 представлено шість ігрових зон («Blue Coast», «Sunset Forest», «Neon Palace», «Frontier Canyon», «Mystic Haunt» і «Chaotic Inferno»), які діляться на чотири акти, два з яких — звичайні рівні-платформери, на яких і відбуваються перегони між двома суперниками, а решта два — режим «Battle» для битви між суперниками і рівень із босом. Єдиним винятком є рівень «Chaotic Inferno», у якому відсутня акт-арена. На шляху до фінішу зустрічаються кільця, які заміняють героям очки життя, перешкоди і особливі бонуси, які допомагають різними образами уповільнити противника. Персонажі можуть використовувати стандартні прийоми, такі як spin dash, spin jump (поштовх, за допомогою якого можна збити противника з ніг) і зібравши 25 кілець, активізувати спеціальну здатність. В кінці рівня для перемоги гравцеві необхідно пройти через кільце з синьою зіркою. Вся інформація по виконаному завданні заноситься в особливе меню «Game Summary».
Також в гру було додано й абсолютно новий контент. Так, персонажів в грі стало більше і тепер вони об'єднані в чотири команди по два персонажі: це виражається в послідовному проходженні актів двома різними персонажами команди в режимі історії. Була додана нова категорія рівнів — «Battle», на яких два персонажі перебуваючи на спеціальній арені можуть різними способами битися один з одним. Всього типів змагань п'ять: «Knockout», «Tag», «Ring Battle», «King of the Hill» та «Capture the Chao». У «Knockout» суперники борються між собою до тих пір, поки хтось перший не нокаутує іншого, певну кількість разів. Нокаутом вважається завдавання удару персонажу без кілець. «Tag» являє собою стандартний квач з обмеженим часом: в одного з персонажів на початку гри знаходиться бомба, яку йому потрібно перекинути на іншого персонажа за допомогою звичайного удару. Перемагає той гравець, у якого при закінченні часу відсутня бомба. У «Ring Battle» необхідно зібрати за певний час більше кілець, ніж противник, а в «King of the Hill» треба першим зібрати певну кількість очок. Очки можна заробити лише перебуваючи в зоні, яка освітлюється Омочао, у яку може поміститися лише один персонаж. Час від часу робот-чао переміщається по рівню, змінюючи зону для збирання очок. У «Capture the Chao» кожен персонаж має свою базу з чао, яка має тільки один вхід і вихід. Проходження цього режиму влаштовано за принципом захоплення прапору — персонаж повинен захопити звірка свого суперника і принести його на свою базу, при цьому зберігши власного чао. У «Battle» також присутній новий режим типу «перегони» — «Laps Race», у якій звичайна траса заокруглена таким чином, що після перетину межі фінішу з першої Sonic Rivals, розташованої на середині дороги, гравець повертається на початок траси й починається нове коло. Перемагає той, хто першим пройде певну кількість кіл. Був доданий режим «Free Play», у якому гравець зможе абсолютно спокійно і без будь-яких умов побродити по рівнях і позбирати захованих чао. Всього в кожному рівні по десять чао.
Як і в оригіналі, в сиквелі також присутній режим мультиплеєр, у якому двом гравцям пропонується битися один з одним за допомогою локального бездротового зв'язку, він був розділений на два режими гри: «Wireless Play» і «Game Sharing». Перший режим нічим не відрізняється від першої частини: гравці все ще можуть змагатися один з одним, використовуючи дві PSP і дві копії гри. «Game Sharing» дозволяє гравцям обійтися однією копією гри і двома PSP: спочатку один гравець налаштовує матч зі своєї консолі, після чого до неї підключається інший гравець за допомогою спеціальної опції зі головного меню консолі. У «Game Sharing» доступні тільки рівні «Battle» і битва з босом. У режимі представлені такі ж три режими: «Single», «Cup Circuit» і «Card Trade». У «Single» гравці можуть влаштувати перегону і поставити гральні карти як ставку. Гравець, який переміг забирає всі карти переможеного. Другий режим нічим не відрізняється від схожого режима в однокористувацькій грі, але тут вже можуть брати участь два гравці. У «Card Trade» гравцям дається можливість обмінюватися внутрішньоігровими колекційними картами в кількості 150 штук. Також, гравець може відкривати костюми для персонажів.

## Сюжет
Sonic Rivals 2 має в собі вісім ігрових персонажів, з них п'ятеро раніше з'явилися в Sonic Rivals (Сонік, Шедоу, Сільвер, Наклз і Метал Сонік) і троє нових (Тейлз, Руж і Еспіо).
- Їжак Сонік. Головна мета — врятувати разом з лисом Тейлзом маленьких вихованців чао. Володіє прийомом «Sonic Boom», який дозволяє Соніку бігти в три рази швидше[9]. Озвучений Джейсоном Грифитом[10].
- Майлз «Тейлз» Прауер. Допомагає Соніку знайти і врятувати чао. Володіє здатністю «Tail-copter», яка дозволяє лису літати. Озвучений Емі Палант [en].
- Єхидна Наклз. Об'єднується з Руж, щоб знайти знову зниклого Майстра Смарагда. Він одночасно є одним і суперником Соніка. Володіє здатністю «Knuckle Slam», яка викликає кулю з вогню, що вражає все на своєму шляху. Озвучений Деном Грином.
- кажан Руж — урядовий шпигун, у вільний час займається крадіжкою ювелірних виробів. Руж об'єднується з Наклзом з метою знайти Смарагди Хаосу. Володіє здатністю «Bat Guard», яка викликає п'ять кажанів. Вони летять на противника, якщо задати їм цю команду, хоча часто промахуються. Озвучена Карен Лін Такетт[~ 1].
  - Їжак Шедоу — вища форма життя, творіння дідуся Еґмана — професора Джеральда Роботника. Шедоу об'єднується з Метал Соніком, щоб зупинити Еґмана млість. Володіє здатністю «Chaos Control», яка уповільнює будь-якого супротивника. Озвучений Джейсоном Грифітом.
- Метал Сонік. Працює з Шедоу з метою зупинити Еґмана млість. Чи не володіє особистої здатності, тому копіює здатності свого супротивника. Цей трюк називається «Copycat». Замість голосу видає механічні звуки.
- Їжак Сільвер — молодий їжак, який прибув з майбутнього. Сільвер об'єднується з Еспіо, який отримав наказ Вектора розслідувати справи про зникнення Чао. Володіє здатністю «ESP», яка змінює управління будь-якого супротивника. Озвучений Пітом Капелою.
- Хаотікс — шпигун і ніндзя. Працює з Сільвером з метою знайти причину зникнення чао. Володіє здатністю «Chroma Camo», яка робить Еспіо невидимим і дозволяє проходити крізь всі об'єкти крім стін, землі і стелі. Озвучений Девідом Вілсом.

Також в якості неігрових персонажів з'являються доктор Еґман (Майк Полок), його злісний клон з альтернативної реальності Еґман Нега, який є головним антагоністом гри (Майк Полок), фінальний бос гри Іфрит, створена Еґманом Розкішшю оновлена версія Метал Соніка і фінальний суперник Метал Сонік 3.0 і товариш Еспіо по команді Хаотікс Крокодил Вектор (Ден Грін). У сюжеті гри згадуються чао, які з'являються в режимі «Free Play», де їх можна збирати.

### Історія
Сонік зустрічається з Тейлзом, який повідомляє, що останнім часом стали зникати чао. Лис (Тейлз) підозрює, що за цим стоїть доктор Еґман. Наклз, який недавно знову втратив Майстра Смарагда, зустрічає Руж, яка (як потім з'ясувалося) вкрала Смарагди Хаосу. Руж пропонує привести єхидну до вченого. В цей час Еспіо на острові отримав повідомлення від крокодила Вектора, який велів йому розслідувати справи про зникнення чао. Вектор підозрює, що до цього може бути причетний Сільвер, і наказує своєму шпигунові таємно простежити за їжаком. Шедоу зустрічаються з Метал Соніком, у якого з динаміків лунає голос вченого з проханням допомогти йому в запобіганні знищення світу.
Шедоу, Метал Сонік, Сільвер і Еспіо з'ясовують, що під виглядом доктора Еґмана знову ховається Еґман Нега. На цей раз божевільний учений планує випустити на свободу якусь жахливу і небезпечну істоту з іншого виміру на ім'я Іфрит. Для цього Еґман Неге потрібно зібрати сім смарагдів Хаосу, щоб відкрити портал який випустить монстра з іншого виміру, а також чао, щоб нагодувати ними Іфрита і тим самим надати йому сил. Попри спроби перешкодити антагоністові зібрати всі смарагди, портал успішно відкривається і з шістьма смарагдами, і лише маленьким вихованцям вдається втекти від доктора. Герої не впадають у відчай і проходять через портал, в надії закрити його зсередини, слідуючи за поліпшеною копією Метал Соніка, відправленого в вимір Еґманом Негою для пробудження Іфрита. Роботу не вдається зупинити персонажів і в підсумку вони борються з самим монстром та перемагають.
Сонік цікавиться станом Тейлза, розум якого до цього був узятий під контроль Іфритом. Лис відповідає, що він в порядку. Сонік пропонує повернутися в сад чао і відпочити, але його друг вважає, що спочатку потрібно знайти Еґмана. Їжак не бачить причини для його пошуку, так як всі вихованці врятовані, а монстр переможений. Тейлз погоджується з думкою свого компаньйона і вони разом вирушають додому. В цей час Наклз запитує Руж, чи в порядку вона, так як її розум, як і у друга Соніка, захопив Іфрит, щоб нацькувати її на єхидну. Вона відповідає позитивно. Наклз роздратований тим, що так і не знайшов Майстра Смарагда. Руж передбачає, що він міг бути у Еґмана, а потім бачить, що детектор смарагдів був зламаний. Наклз зауважує, що в ньому знаходиться Майстер Смарагд. Руж відволікає свого напарника і визволяє Майстра Смарагда. Розлючений Наклз кидається за нею навздогін.
Сільвер і Еспіо збираються покинути вимір з Іфритом, але Еґман Нега кличе їх на допомогу, так як його ноги загрузли в щебені і він не може поворухнутися. Герої, однак, не допомагають доктору звільнитися. Сільвер дякує Еспіо за допомогу і повертається в майбутнє. В цей час до хамелеона звертається Вектор, у якого налагодився зв'язок. Він запитує, чи дійсно срібний їжак стояв за зникненням чао. Еспіо відповідає, що так, але хоче дещо уточнити, проте його начальник перебиває його. Шпигун намагається щось сказати, а Вектор починає злитися, заявляючи що їх клієнт заплатив наперед, а всі гроші вже витрачені за оренду їхнього офісу, проте хамелеон його вже не слухає. Тим часом Шедоу і Метал Сонік думають як вибратися з вимірювання Іфрита, так як портал в їх світ уже закрився. Шедоу каже, що міг би скористатися Хаос Контролем, щоб вибратися звідси, якби у нього був Смарагд Хаосу. Почувши це, робот починає розривати себе на шматки і дістає з себе Смарагд Хаосу. Тут їжак розуміє, що портал в вимір Іфрита відкрився тому, що сьомий необхідний для цього смарагд весь цей час був в Метал Соніку. Він бере смарагд і за допомогою нього повертає себе і свого напарника в рідний світ.

## Розробка і вихід гри
Після випуску Sonic Rivals і отримання грою статусу «бестселера», хоч і з неоднозначними оцінками від критиків, 20 червня 2007 року був анонсований сиквел Sonic Rivals 2. Розробкою займалася канадська компанія Backbone Entertainment. При створенні продовження в команді враховували відгуки про минулу частину, і вирішили виправити недоліки Sonic Rivals в її сиквелі. Розробники називали головними проблемами занадто «реактивний» ігровий процес і занадто сильні «покарання» за промахи в проходженні, а також низький рівень реграбельності. Для цього творці в сиквелі обмежили кількість ям та інших перешкод і додали нові режими гри: «Battle» та «Free Play», а також зробили деякі інші зміни в ігровому процесі. Але через те, що часу відведеного на розробку сиквела було менше, ніж при роботі над першою частиною, творці не змогли включити в гру деякі спочатку заплановані нововведення: підтримку онлайн-мультиплеєра, можливість участі в перегоні відразу чотирьох персонажів, загальну галерею карт між першою грою і Sonic Rivals 2 (гравці змогли б перенести карти з Sonic Rivals в Sonic Rivals 2), а також два нових типи бонусів.
Як і до попередньої гри, музику до Sonic Rivals 2 написав Кріс Резансон. У записі треків також брав участь Дзюн Сеноуе, гітарист групи Crush 40 і автор великої кількості пісень до багатьох ігор серії Sonic the Hedgehog. На відміну від Sonic Rivals, для її сиквела була створена вокальна композиція під назвою «Race To Win», виконана Тедом Полі, який раніше виконував пісні і в декілька інших іграх серії. Хоч альбом, що включав у себе композиції з гри, не був випущений, пісня «Race To Win» була включена в збірку History Of Sonic Music 20th Anniversary Edition, виданий 7 грудня 2011 року.
Sonic Rivals 2 був продемонстрований на виставці San-Diego Comic-Con 2007. У демонстраційній версії гри був доступний тільки рівень «Sunset Forest» і три персонажа: Сонік, Тейлз і Наклз. За кілька днів до виставки, демоверсію випробували і журналісти GameSpot, проте ця версія дещо відрізнялася набором персонажів від тієї, що була показана на виставці: в ній замість Наклза присутній Шедоу. Також було сказано, що в грі точно з'являться Сонік, Тейлз, Шедоу, Метал Сонік, Наклз і Сільвер, і будуть додані троє нових персонажів, яких не було в попередній частині.
Sonic Rivals 2 вийшла 13 листопада 2007 року в США і 7 грудня — в Європі. Гра на території Японії не випускалася. 24 березня 2009 року був випущений збірник Sonic Rivals 2 і Sega Genesis Collection під назвою Sega Fun Pack: Sonic Rivals 2 & Sega Genesis Collection. 18 жовтня 2011 року вийшла збірка Sonic Rivals 2 і попередньої гри, Sonic Rivals, під назвою Double Rivals Attack Pack!.